# Châu Kim Nhân
Châu Kim Nhân (1 tháng 10 năm 1928 – 29 tháng 6 năm 2018) là quan chức Việt Nam Cộng hòa và nguyên Tổng trưởng Bộ Tài chánh Việt Nam Cộng hòa. Ông được kính trọng vì là một quan chức lương thiện và làm việc cần cù.

## Tiểu sử
Châu Kim Nhân sinh ngày 1 tháng 10 năm 1928 tại làng Uyên Hưng, huyện Tân Uyên, tỉnh Biên Hòa.
Ông tốt nghiệp khóa Đốc sự 2, ban Kinh tế Tài chánh tại Học viện Quốc gia Hành chánh ở Sài Gòn năm 1958, sau đó sang Anh du học và tốt nghiệp Trường Kinh tế và Khoa học Chính trị Luân Đôn, chuyên ngành chính trị và kinh tế.
Từ năm 1966 đến 1967, ông vào làm Đổng lý Văn phòng Bộ Tài chánh trong nội các Nguyễn Cao Kỳ. Năm 1972, ông được bổ nhiệm làm Tổng Giám đốc Cơ quan Tiếp vận Trung ương trực thuộc Phủ Thủ tướng, chịu trách nhiệm quản lý các nguồn viện trợ nước ngoài và tài trợ dân sự cung cấp cho Việt Nam Cộng hòa. Cùng với Đỗ Hải Minh – Phó Tổng Giám đốc cũng tốt nghiệp Học viện Quốc gia Hành chánh – ông đã cân đối các nguồn tài chính của đất nước, viện trợ nước ngoài và quỹ chiến tranh. Đóng góp lớn nhất của ông là điều tra và ngăn chặn nhiều vụ tham ô, lạm dụng công quỹ trong nước.
Từ tháng 4 năm 1972 đến tháng 7 năm 1973, ông giữ chức vụ Tổng Giám đốc Tổng nha Tài chính và Thanh tra Quân phí Bộ Quốc phòng. Từ tháng 7 đến tháng 11 năm 1973, ông làm Phụ tá Tổng trưởng Quốc phòng cho Đại tướng Trần Thiện Khiêm. Từ năm 1973 đến 1974, ông lên làm Tổng trưởng Bộ Tài chánh Việt Nam Cộng hòa. Từ năm 1974 đến năm 1975, ông là Phụ tá Thủ tướng đặc trách Kinh tế và Tài chính.
Sau biến cố 30 tháng 4 năm 1975, ông muốn ở lại cùng đồng bào, nhưng sau cùng vì nghe lời thuyết phục của bạn bè nên đã lên chiếc tàu của Hàn Quốc rời khỏi Việt Nam vào ngày 1 tháng 5 năm 1975. Sau khi định cư ở Maryland, Mỹ, ông sống cùng gia đình trong một ngôi nhà nhỏ đơn sơ và đảm nhận một công việc kín đáo tại Đại học Maryland. Ông sống một cuộc đời gần như ẩn dật ở Mỹ, ngoại trừ việc thỉnh thoảng viết thư cho Tổng thống Mỹ George H. W. Bush về tình hình thế giới và Việt Nam.
Ông qua đời ngày 29 tháng 6 năm 2018 tại nước Mỹ.

## Giai thoại
Châu Kim Nhân nổi tiếng là vị quan chức liêm chính trong thời gian làm Tổng trưởng Bộ Tài chánh Việt Nam Cộng Hòa. Theo bài báo của Huỳnh Bá Thành thì Châu Kim Nhân là Tổng trưởng đầu tiên có ô tô không có điều hòa. Ngoài ra, ông thích nói chuyện thoải mái với các phóng viên, ông là vị Tổng trưởng giải thích nhiều nhất với giới truyền thông, bất cứ ai muốn đặt câu hỏi gì về thuế má và tài chính thì cứ quay điện thoại số "94381" sẽ được trả lời liền.